# Montserrat Pujol
Montserrat Pujol, född 27 april 1979, är en andorransk friidrottare. Hon deltog vid olympiska sommarspelen 2008.